# Prosvetno društvo Štandrež
Prosvetno društvo Štandrež je slovensko kulturno društvo, ki je nastalo leta 1965 v Štandrežu pri Gorici.
V Štandrežu je od leta 1960 deloval slovenski župnik msgr. Jožef Žorž, ki je popravil cerkev (leta 1963 je med obnovitvenimi deli povabil slikarja Toneta Kralja, da je cerkev umetniško poslikal) in je leta 1965 dal zgraditi tudi župnijsko dvorano. Med župljani je izbral odbor, kateremu je poveril nalogo, da bi dvorano upravljal. Tako je nastalo Prosvetno društvo Štandrež. Dvorano so kasneje poimenovali po Antonu Gregorčiču.
Prosvetno društvo Štandrež ima razvejano dejavnost, saj v okviru društva deluje pevski zbor, prirejajo dneve slovenske kulture, kulturne večere, razna predavanja, izdajajo priložnostne publikacije, prirejajo razstave, redno sodelujejo z drugimi društvi in organizacijami, prisotni so na okusih ob meji v Gorici, organizirajo razne izlete in družabnosti. Med najbolj znanimi prireditvami je Praznik špargljev, ko člani društva dva zaporedna konca tedna meseca julija pripravljajo tipične špargljeve jedi in kulturni program. Praznik špargljev sega v šesdeseta leta prejšnjega stoletja, saj so Štandreški kmetje gojili ogromno špargljev, ki so jih prodajali tudi v Trstu in Gorici. Danes so to navado opustili, praznik pa je ostal.
V Prosvetnem društvu Štandrež je pomemben dramski odsek, saj so uprizorili ogromno iger in osvojili prestižne gledališke nagrade. Prvi režiser dramskih prireditev je bil sam župnik Jožef Žorž, kasneje so vabili mnoge režiserje, tudi iz Slovenije, da bi kakovostno rasli. Med režiserji so bili Ivanka Zavadlav, Mira Štrukelj, Aleksij Pregarc, Emil Aberšek, Janez Starina, Jože Hrovat, Andrej Zalesjak in drugi, vsi so bili tudi dobri pedagogi. Dramska skupina je uprizorila nad 80 celovečernih iger in nad 50 eno- ali dvodejank, skupno so člani odigrali nad 1150 predstav, gostujejo tudi v najrazličnejših krajih po Sloveniji in med Slovenci v Italiji. Redno so se udeleževali Zamejskega festivala amaterskih dramskih skupin, kjer so vedno segli po kakšni nagradi. Društvo prireja vsako leto tudi Abonma ljubiteljskih gledaliških skupin, kjer za ljubitelje gledališča pripravijo vrsto predstav.
Prvi predsednik Prosvetnega društva Štandrež je bil Marjan Breščak, sledili so mu Damjan Paulin (30 let), Silvan Zavadlav (eno leto), Dimitri Brajnik (tri leta), Marko Brajnik (13 let) in David Vižintin (aktualni predsednik).
Prosvetno društvo Štandrež je včlanjeno v Zvezo slovenske katoliške prosvete iz Gorice.